# Klatka Skinnera

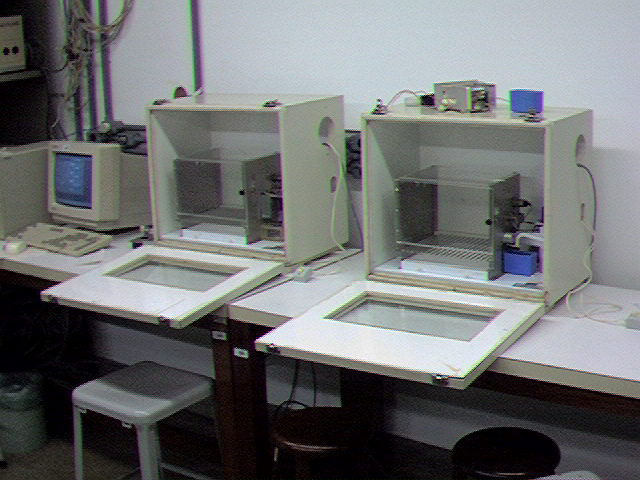
Klatki Skinnera wewnątrz izolującej od otoczenia osłony

Klatka Skinnera (ang. Skinner box) - urządzenie w formie skrzynki czy komory, którym Burrhus Frederic Skinner badał procesy warunkowania. Istnieje praktycznie nieskończona liczba możliwych wariantów skrzynki, jednak podstawowy schemat jest bardzo prosty: manipulandum (element „obsługiwany” przez „operatora” – badane zwierzę: guzik, dźwignia, przycisk, itp.) oraz przyrząd dostarczający wzmocnień (np. podajnik jedzenia). Dodatkowymi elementami mogą być projektory do prezentacji bodźców wzrokowych, czy też głośniki do prezentacji bodźców słuchowych.
„Istotą” klatki Skinnera była zastosowana w niej automatyka. Wykorzystanie przekaźników telefonicznych oraz liczników pozwalało prowadzić równolegle kilka eksperymentów z warunkowania instrumentalnego przy minimalnej obsłudze (gromadzenie informacji o zachowaniach niezakłócanych przez obserwatora). 
Zobiektywizowanie badań (nadanie im charakteru pomiaru) umożliwiło zastosowanie automatycznej rejestracji zachowań „operatora” (użycie manipulandum). Na taśmach rejestratorów zapisywano wykresy zależności łącznej liczby takich zachowań od czasu („Cumulative Record”) oraz od rodzaju i częstości stosowanych wzmocnień. Archiwizacja rejestrowanych wykresów umożliwiała porównywanie wyników, uzyskiwanych w czasie kolejnych powtórzeń eksperymentu lub po użyciu innego rodzaju bodźca warunkującego (zob. nagroda w psychologii, kara w behawioryzmie, układ nagrody).
Klatki Skinnera w różnych wariantach od wielu lat są produkowane bez mała seryjnie i powszechnie stosowane w większości laboratoriów zajmujących się badaniem mózgu.
Wyniki badań zachowań zwierząt doświadczalnych zainicjowały analogiczne badania dotyczące zachowań ludzi, np. doskonalenie metod edukacji specjalnej i psychoterapii behawioralnej, kognitywistyczne badania mechanizmów zapamiętywania, źródeł motywacji do działania.